# Mickey marque un essai
Pour plus de détails, voir Fiche technique et Distribution.
Mickey marque un essai (Touchdown Mickey) est un dessin animé de Mickey Mouse produit par Walt Disney pour United Artists et sorti le 5 octobre ou le 15 octobre 1932.

## Synopsis
Mickey et son équipe de football américain, les Manglers, jouent contre les Alley Cats de Pat Hibulaire. La fin de partie est très serrée avec un 96 ex-aequo. Mickey se doit de marquer le dernier point.

## Fiche technique
- Titre original : Touchdown Mickey
- Autres Titres[1] :
  - Allemagne : Micky, der Footballchampion
  - France : Mickey marque un essai
  - Suède : Matchens målskytt
- Série : Mickey Mouse
- Réalisateur : Wilfred Jackson
- Voix : Walt Disney (Mickey), Pinto Colvig (Dingo)
- Producteur : Walt Disney, John Sutherland
- Distributeur : United Artists
- Date de sortie : 5 octobre[1] ou 15 octobre[2] 1932
- Format d'image : Noir et Blanc
- Son : Cinephone
- Durée : 7 min
- Langue : (en)
- Pays :  États-Unis

## Distribution
Outre Mickey et Pat Hibulaire, on aperçoit les personnages de Minnie Mouse, Clarabelle Cow, Horace, Dingo et Pluto (le chien porteur d'eau).

## Commentaires
Il semblerait qu'il y ait une erreur sur IMDB : le titre : "Mickey marque un essai" y est attribué à un autre film "The Klondike Kid" (Mickey au Grand Nord).